# Il conte di Montecristo (miniserie televisiva 2025)
Il conte di Montecristo (The Count of Monte Cristo) è una miniserie televisiva franco-italiana diretta da Bille August e scritta da Greg Latter e Sandro Petraglia. Adattamento dell'omonimo romanzo di Alexandre Dumas, vede Sam Claflin come protagonista.

## Trama
Marsiglia, 1815. Edmond Dantès, giovane marinaio, viene accusato ingiustamente di tradimento e imprigionato nel castello d'If per quindici anni. Durante la sua prigionia incontra l'abate Faria che diventa il suo mentore e gli rivela dell'esistenza di un tesoro sull'isola di Montecristo. Riuscito a fuggire dalla prigione, Edmond trova il tesoro e assume l'identità del conte di Montecristo intenzionato a vendicarsi di tutti coloro che lo hanno privato della libertà.

## Personaggi e interpreti

### Personaggi principali
- Edmond Dantès, interpretato da Sam Claflin, doppiato da Marco Vivio.
Primo ufficiale che assume il ruolo di capitano della nave Pharaon. Dopo il suo ritorno a Marsiglia, Edmond viene denunciato come spia bonapartista e condotto al castello d'If. Una volta evaso, per ricostruire la verità sul crimine che gli ha fatto perdere quindici anni di vita, assume l'identità del conte di Montecristo e di altri personaggi, potendo così compiere la sua vendetta.
- Gérard de Villefort, interpretato da Mikkel Boe Følsgaard, doppiato da David Chevalier
Sostituto procuratore del re, figlio di Noirtier e marito di Renée. Getta Edmond in prigione sapendo che è innocente, per proteggere il padre e la sua carriera.
- Mercédès Herrera, interpretata da Ana Girardot, doppiata da Valentina Favazza.
Fidanzata di Edmond che in seguito sposa suo cugino Fernand, quando Edmond viene creduto morto in prigione.
- Barone Danglars, interpretato da Blake Ritson, doppiato da Emiliano Coltorti.
Capo spedizioniere della nave mercantile Pharaon, invidioso di Edmond perché aspira alla nomina di capitano.
- Haydée, interpretata da Karla-Simone Spence, doppiata da Emanuela Ionica.
Figlia di Ali Pascià di Giannina e giovane schiava di Edmond acquistata al mercato degli schiavi di Costantinopoli. Comprarla è parte del piano di Dantès per vendicarsi di Fernand.
- Luigi Vampa, interpretato e doppiato da Lino Guanciale.
Bandito italiano e amico di Edmond che lo aiuta nel suo piano di vendetta. In seguito raggiunge Parigi fingendosi il conte Spada.
- Jacopo, interpretato e doppiato da Michele Riondino.
 Contrabbandiere italiano che, dopo essere fuggito all'arresto grazie all'intervento di Edmond, diventa il suo braccio destro aiutandolo nel suo piano di vendetta.
- Hermine Danglars, interpretata e doppiata da Gabriella Pession.
Moglie del barone Danglars.
- Fernand Mondego, interpretato da Harry Taurasi, doppiato da Gianfranco Miranda.
Tenente nell'esercito francese di origine catalana e cugino di Mercédès. Fernand aiuta il barone Danglars a danneggiare Edmond inviando la denuncia, nel tentativo di separarlo da Mercédès.
- Héloise de Villefort, interpretata da Poppy Corby-Tuech, doppiata da Perla Liberatori.
Seconda moglie di Gérard.
- Albert de Morcerf, interpretato e doppiato da Nicolas Maupas.
Figlio di Mercédès e Fernand, promesso sposo a Eugenie.
- Valentine de Villefort, interpretata da Amaryllis August, doppiata da Katia Sorrentino.
Figlia di Gérard e Renée, innamorata di Maximilien, è promessa sposa al barone Franz d'Epinay.
- Gaspard Caderousse, interpretato da Jason Barnett, doppiato da Paolo Marchese.
Locandiere di Marsiglia e vicino di casa di Louis Dantès, del quale si è preso cura fino alla sua morte; dopo aver rivelato a Edmond la verità sul complotto ai suoi danni, si mette al suo servizio per aiutarlo a vendicarsi.
- Pierre Morrel, interpretato da Nicholas Farrell, doppiato da Gianni Giuliano.
Armatore del mercantile Pharaon, datore di lavoro di Edmond e proprietario di Morrel e figlio.
- Noirtier de Villefort, interpretato da John Ioannou, doppiato da Enrico Di Troia.
Padre di Gérard e nonno di Valentine, colpito da apoplessia.
- Sabrine, interpretata da Martina Laird, doppiata da Sarah Nicolucci.
Ostetrica che aiuta Hermine a partorire il figlio avuto con Villefort, il quale la interna in un manicomio per non farle rivelare la verità sull'identità del padre del bambino.
- Lucien Debray, interpretato da Matthew Wilson, doppiato da Massimo De Ambrosis.
Segretario del Ministro dell'interno, amico di Albert e amante di Hermine.
- Ettore, interpretato da Simone Zambelli.
Nipote di Jacopo muto, servitore e cocchiere del conte.
- Beauchamp, interpretato da Ben Moor, doppiato da Gabriele Linari.
Giornalista e caporedattore dell'Impartial e amico di Albert de Morcerf.
- Abate Faria, interpretato da Jeremy Irons, doppiato da Mario Cordova.
Erudito italiano rinchiuso nel castello d'If che inizia a scavare un tunnel per fuggire di prigione, ma dopo molti anni, si ritrova nella cella di Edmond. Diventato come un mentore per Edmond, gli insegna le lingue e le scienze e gli rivela il luogo del tesoro nascosto sull'isola di Montecristo.

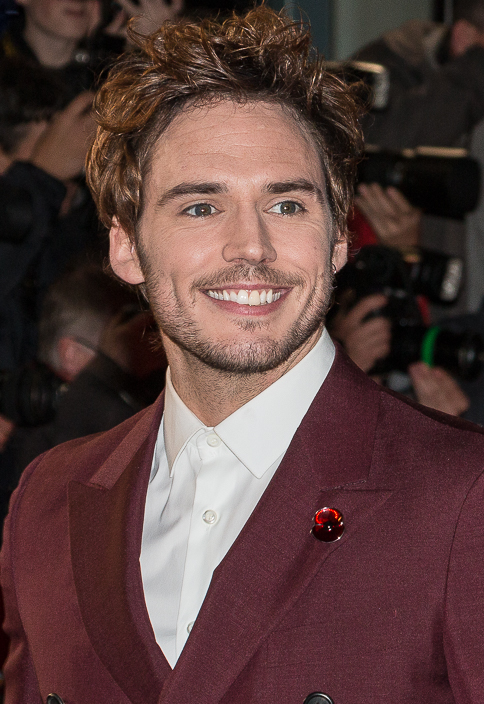
Sam Claflin
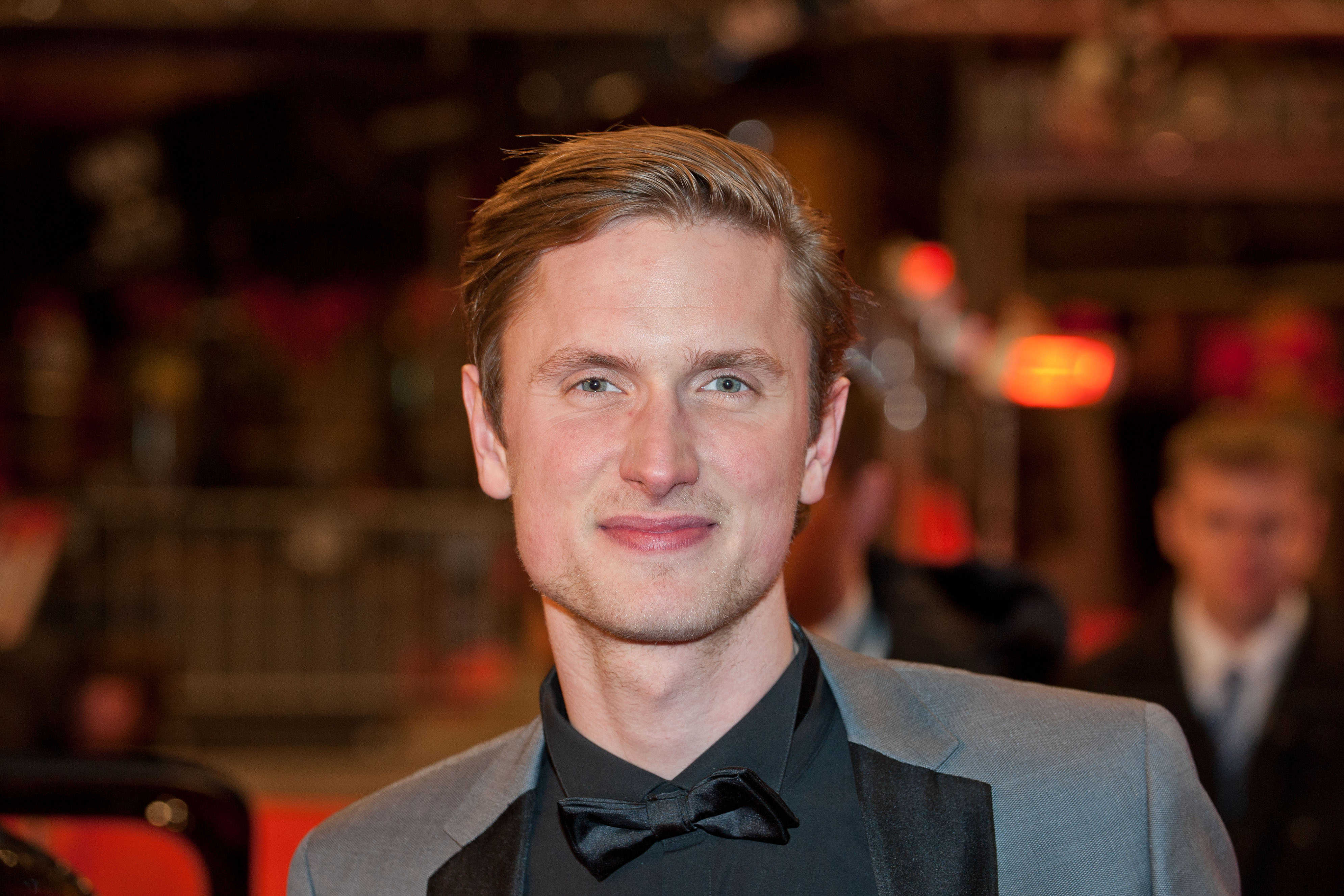
Mikkel Boe Følsgaard
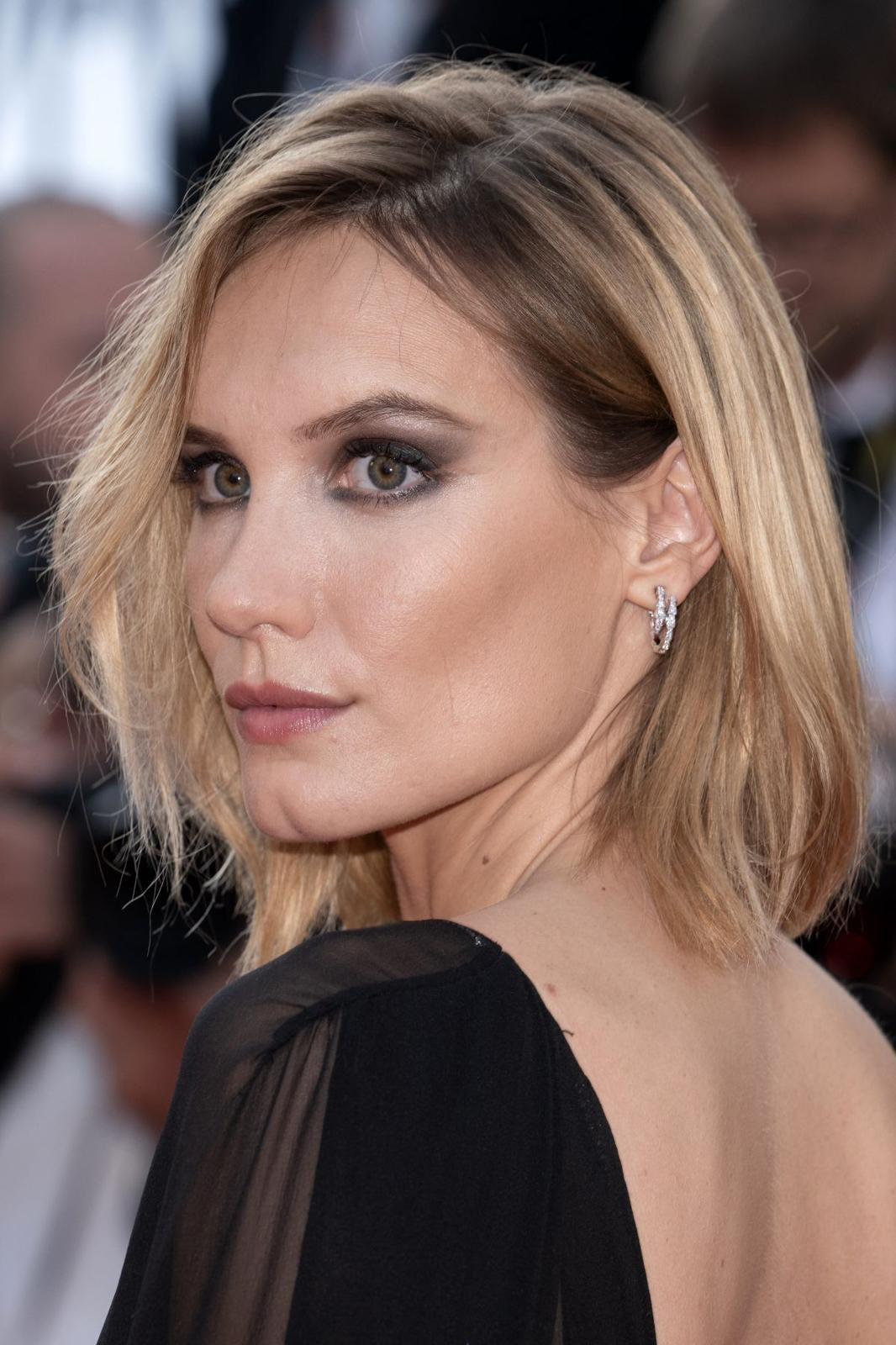
Ana Girardot
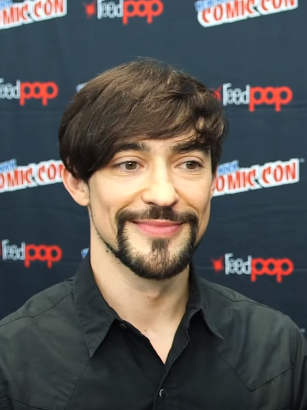
Blake Ritson
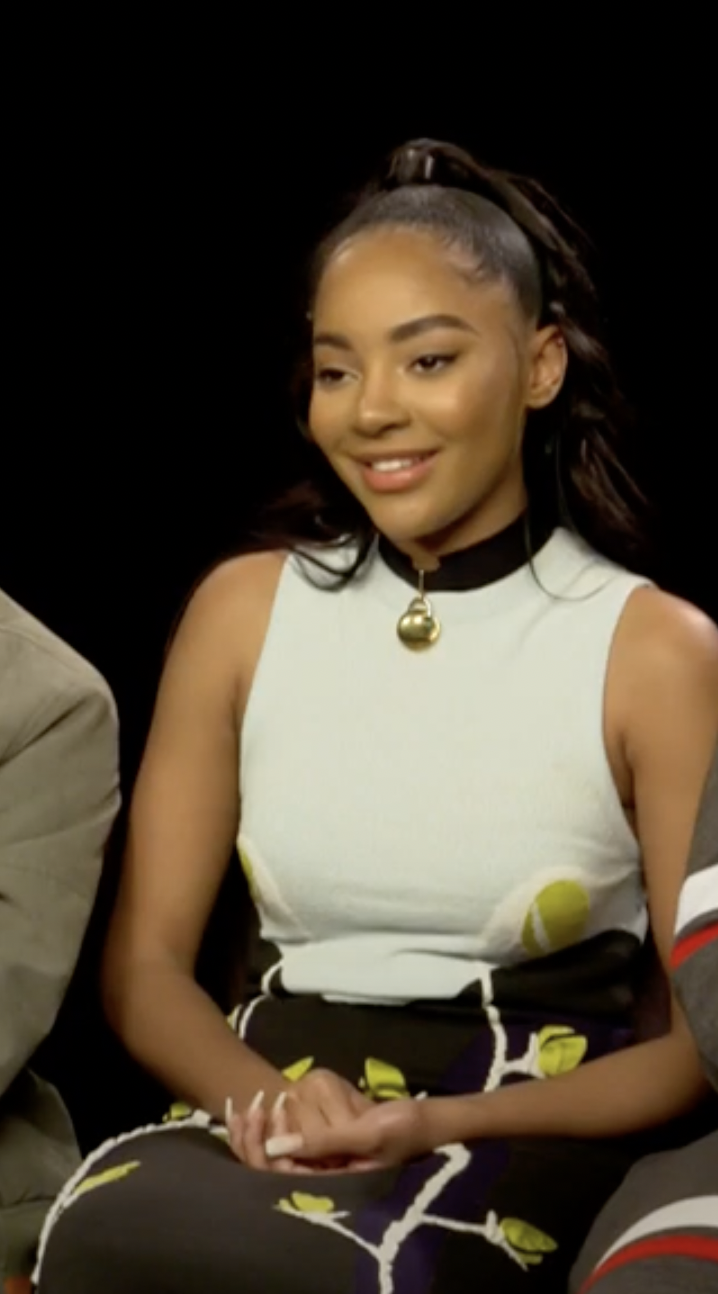
Karla-Simone Spence
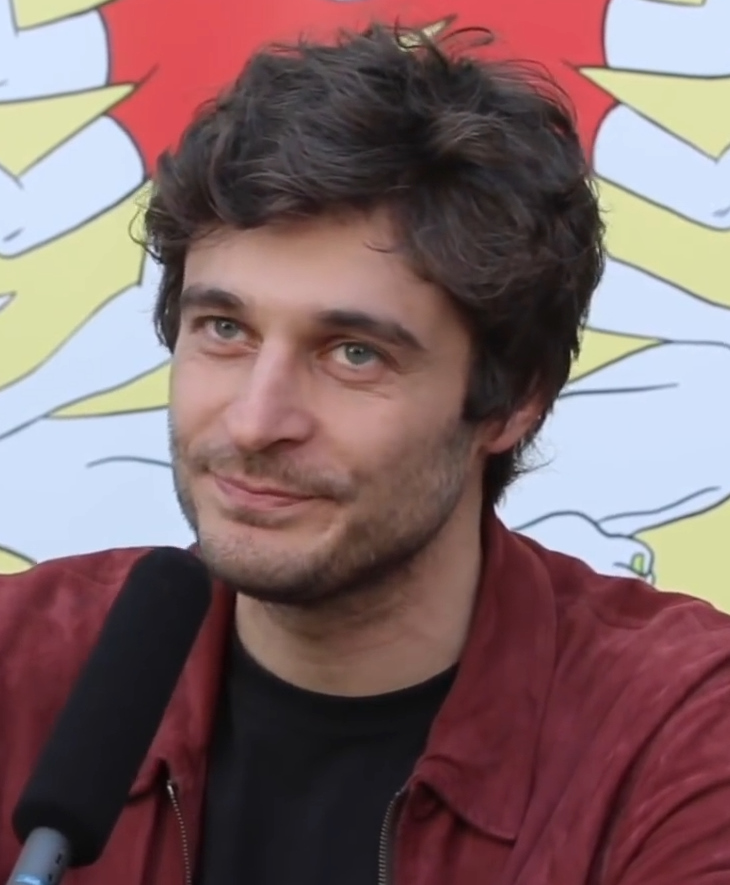
Lino Guanciale
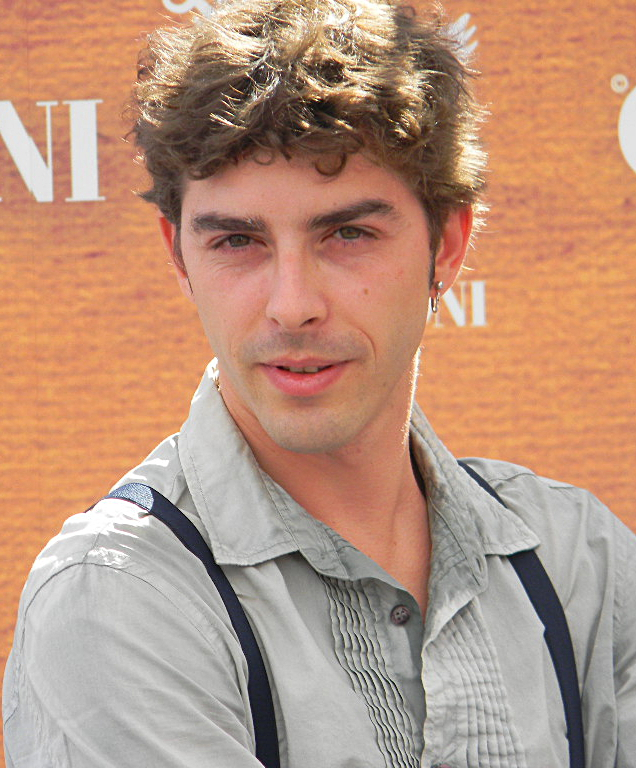
Michele Riondino
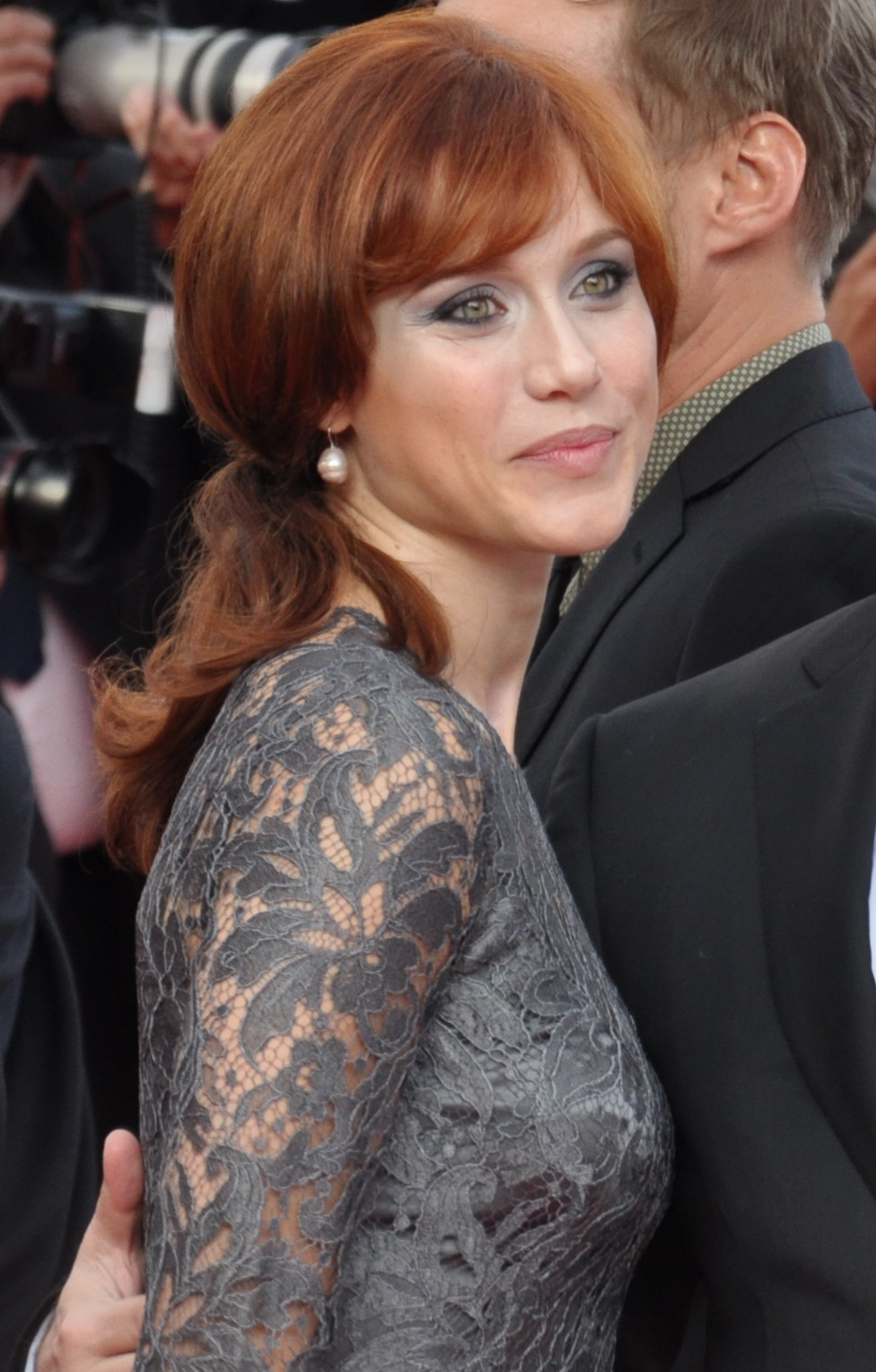
Gabriella Pession
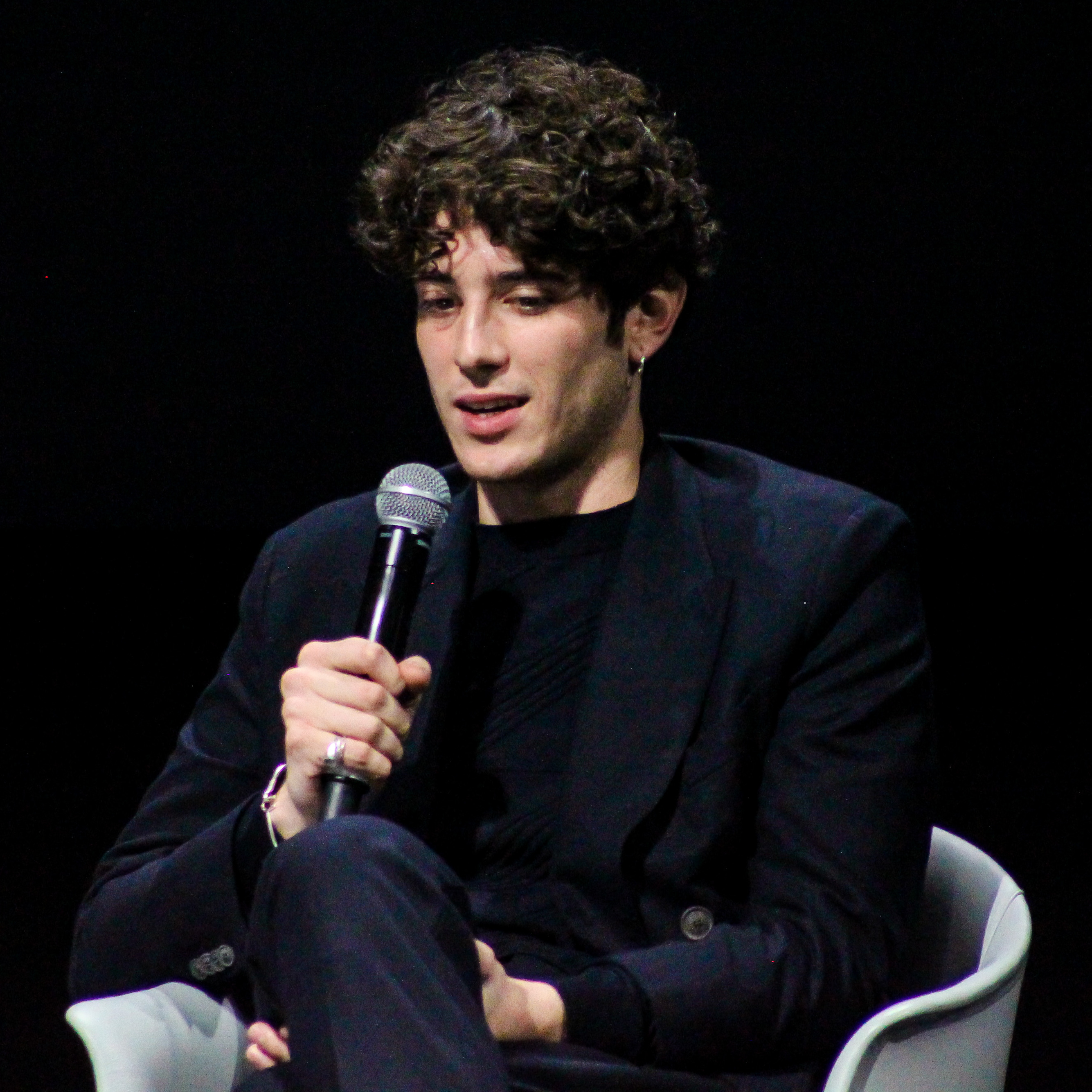
Nicolas Maupas
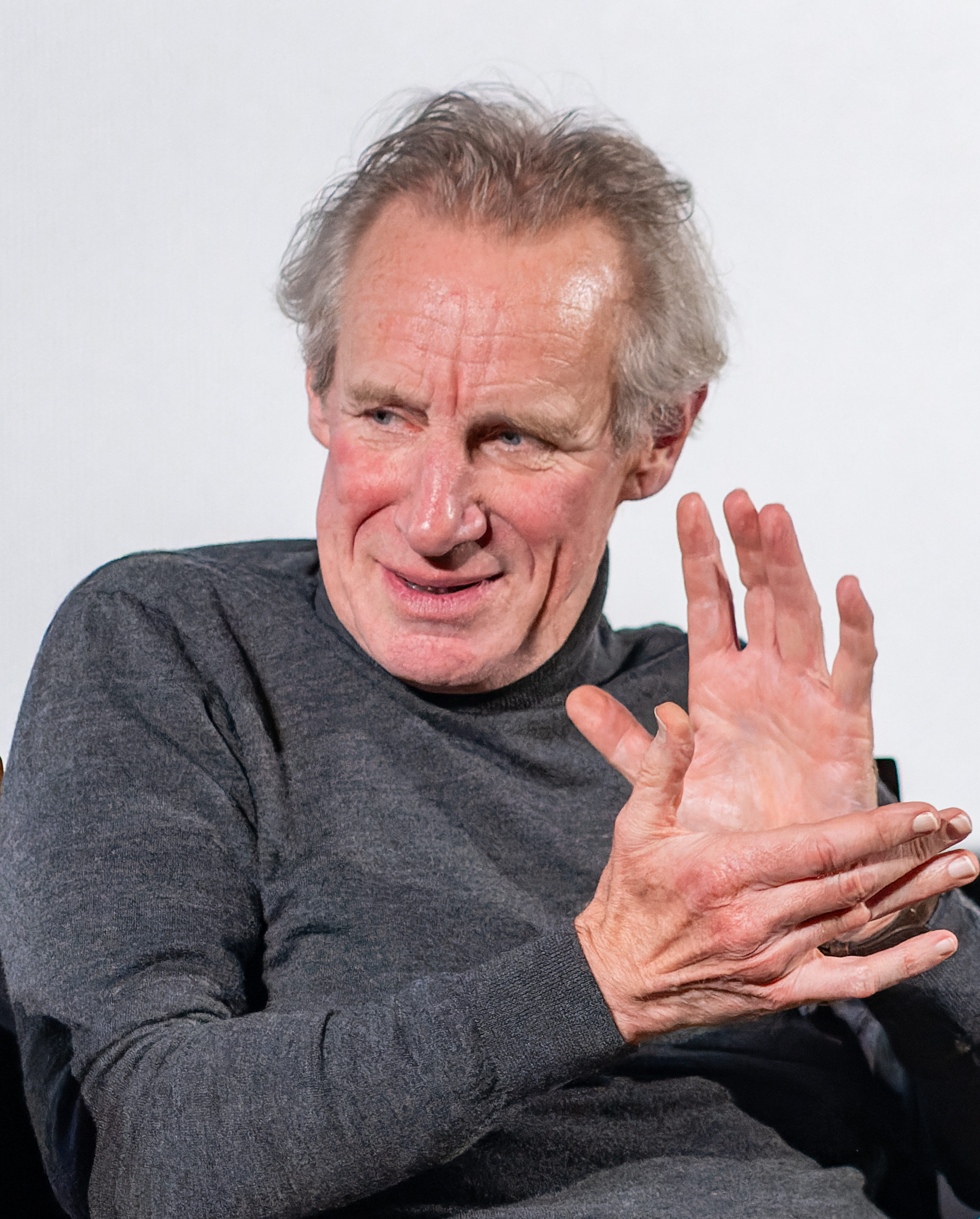
Nicholas Farrell
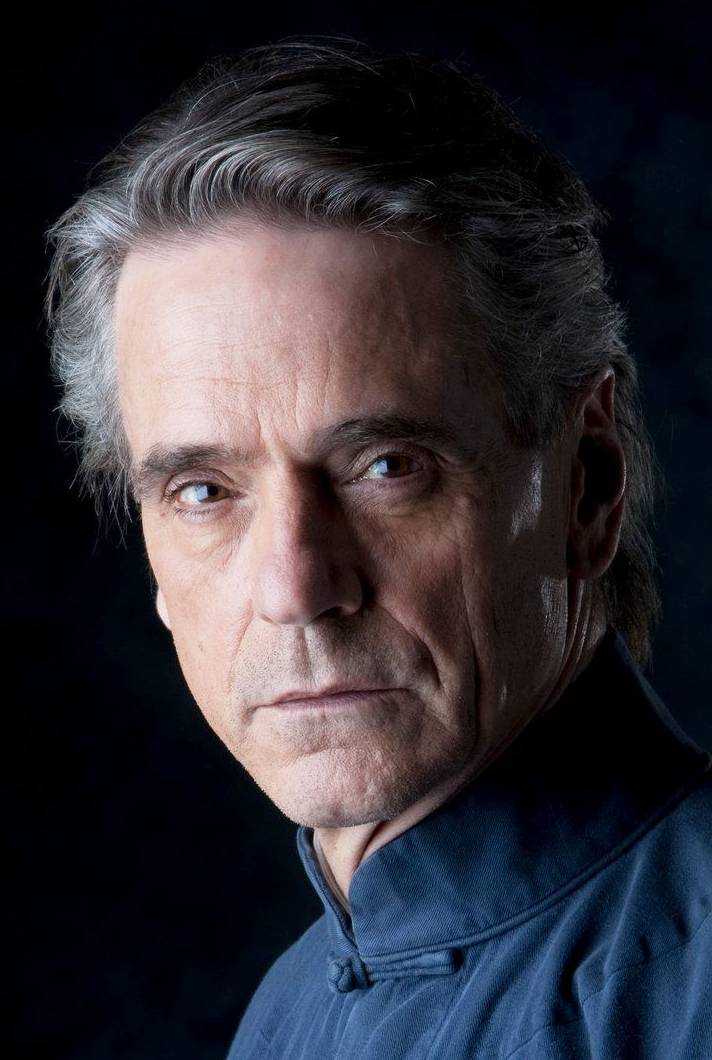
Jeremy Irons

### Personaggi secondari
- Barone Franz d'Epinay, interpretato da Bastien Fontaine-Oberto, doppiato da Stefano Broccoletti.
Grande amico di Albert, conosce Edmond a Roma, in occasione del Carnevale.
- Eugénie Danglars, interpretata da Méghane De Croock, doppiata da Virginia Brunetti.
Figlia dei Danglars, indipendente e anticonformista, promessa sposa ad Albert e al conte Spada.
- Maximilien "Max" Morrel, interpretato da Robin Greer, doppiato da Stefano Dori.
Figlio di Pierre e capitano nel reggimento degli Spahis che conosce Edmond a Parigi.
- Louise D'Armally, interpretata da Kate Woodman, doppiata da Chiara Fabiano.
Insegnante di musica di Eugénie e sua amante.
- Édouard de Villefort, interpretato da Leo Harris, doppiato da Alessandro Starna.
Unico figlio maschio di Gérard.
- Marie, interpretata da Lynette Creane, doppiata da Raffaella Castelli.
Governante di Mercédès e amante di Caderousse.
- Boville, interpretato da Greg Hughes, doppiato da Stefano Starna.
Ispettore di polizia al servizio di Villefort.
- Isabelle, interpretata da Ramona Von Pusch.
Governante di Edmond.

### Guest star
- Louis Dantès, interpretato da Roger Sloman, doppiato da Oliviero Dinelli.
Padre di Edmond.
- Marchesa di Saint-Méran, interpretata da Louise Gold, doppiata da Antonella Giannini.
Madre di Renée.
- Marchese di Saint-Méran, interpretato da Steven Pinder, doppiato da Nicola Braile.
Padre di Renée.
- Renée de Villefort, interpretata da Sandie von Brockdorff.
Figlia e unica erede dei marchesi di Saint-Méran, prima moglie di Gérard e madre di Valentine.
- Barrois, interpretato da Massimiliano Cutrera.
- Governatore, interpretato da Luke Carroll, doppiato da Marco De Risi.
Amministratore del castello d'If.
- Julie Morrel, interpretata da Nell Baker, doppiata da Marta Giannini.
Figlia di Pierre e sorella di Maximilien.
- Peppino, interpretato e doppiato da Fabrizio Campanelli.
Brigante condannato a morte per far parte della banda di suo cugino Luigi Vampa, viene risparmiato grazie all'intervento del conte fingendo un ordine di Papa Gregorio XVI.
- Gaston, interpretato da Henry Lawfull, doppiato da Arturo Sorino.
Figlio illegittimo di Gérard e Hermine, cresciuto da Sabrine.

## Produzione
È prodotta da Mediawan con Palomar in Italia e DEMD Productions in Francia, e in associazione con Entourage Ventures. Il produttore Carlo Degli Esposti, cofondatore della casa di produzione italiana Palomar, dichiara:
Inoltre afferma anche che gli adattamenti dei classici sono stati spesso criticati perché antiquati ma è convinto che la qualità della sceneggiatura, la visione creativa di August e l'interpretazione di Sam Claflin nel ruolo del protagonista, daranno alla serie un tocco di modernità pur rimanendo fedeli all'eredità dell'opera di Alexandre Dumas.
Sébastien Pavard di DEMD sottolinea che produrre la serie in inglese ha permesso ai produttori di riunire talenti provenienti da Italia, Francia, Danimarca e Inghilterra. Egli presenta la serie come una storia di amore e tradimento e la vendetta degli oppressi contro i potenti. Inoltre, la serie promette di porre maggiore enfasi sulla profondità psicologica, sulle emozioni e sulle motivazioni dei personaggi, presentando personaggi femminili più forti, tra cui la giovane Haydée, che non è una schiava spaventata come nel libro, ma piuttosto una donna coraggiosa e autonoma.
Secondo Élisabeth d'Arvieu, responsabile di Mediawan Pictures, il progetto è stato avviato da Palomar, la casa di produzione italiana del gruppo Mediawan, per poi rivolgersi alla consociata francese DEMD Productions per realizzare una coproduzione italo-francese. La serie si inserisce nel DNA dell'azienda perché si basa su un soggetto europeo emblematico e conosciuto in tutto il mondo e riunisce un cast prestigioso. Inoltre dichiara:
Parlando del coinvolgimento di Bille August, Élisabeth d'Arvieu afferma che ha dato alla serie un fascino molto cinematografico. Al di là del budget, il fatto di aver reclutato un regista che ha vinto sia la Palma d'Oro sia l'Oscar la dice lunga sull'ambizione di realizzare produzioni di altissimo livello.
Bille August dichiara che le relazioni e la complessità degli esseri umani hanno attirato la sua attenzione a questo progetto essendo temi senza tempo.
Manuel Alduy, direttore del cinema e della fiction per giovani adulti e internazionale di France Télévisions, sottolinea che la serie ha tutti gli ingredienti di una grande serie internazionale che farà la gioia del pubblico francese grazie a una produzione ambiziosa, di Palomar e DEMD, un cast formidabile e un grande regista come August alla guida. Inoltre elogia l'orgoglio della collaborazione con la Rai, in questa nuova coproduzione, segnando così la dodicesima serie internazionale coprodotta dall'Alleanza europea.

### Casting
All'inizio di agosto 2023, i siti Digital Spy e Movieplayer.it hanno rivelato che Sam Claflin avrebbe interpretato il ruolo di Edmond Dantès, affiancato da Ana Girardot e Nicolas Maupas.
L'11 ottobre 2023, la rivista americana Variety, ripresa dal sito Collider, ha rivelato che il cast comprendeva anche Mikkel Boe Følsgaard, Blake Ritson, Karla-Simone Spence, Michele Riondino, Lino Guanciale e Gabriella Pession.

### Riprese
Le riprese si sono svolte tra agosto e dicembre 2023; i luoghi includono l’area di Marsiglia, il Palais-Royal di Parigi, Torino e dintorni (piazza Carlo Alberto, Palazzo Dal Pozzo della Cisterna, Palazzo Reale, Galleria Subalpina, Palazzo Carignano, l’archivio di Stato, Castello di Strambino, Borgo Cornalese, Palazzina di Caccia di Stupinigi, Villa Cimena a Castagneto Po), Milano, Roma (in particolare piazza Farnese) e Malta (Mdina, Rabat, Gnejna Bay e le scogliere di Dingli). Jeremy Irons ha dichiarato a Variety che il carcere settecentesco utilizzato dalla produzione a Malta ha la stessa età di quello di cui si parla nel testo originale di Dumas. Le riprese sono iniziate a Parigi nell’agosto del 2023 e sono durate cinque mesi per concludersi a Malta dove è stata ricostruita la città di Marsiglia scurendo le pietre bianche e calcaree con effetti speciali; l’esterno del castello e l’isola su cui sorge sono stato creati al computer.

## Distribuzione
La miniserie è stata presentata in anteprima alla 19ª edizione della Festa del Cinema di Roma il 19 ottobre 2024 e in Italia è stata trasmessa su Rai 1 dal 13 gennaio 2025 al 3 febbraio 2025. In Francia andrà in onda su France 2 nel corso del 2025. Nell'aprile 2025 la miniserie è stata presentata fuori dalla competizione durante l'ottava edizione di Canneseries a Cannes ed è stata annunciata la distribuzione su PBS negli Stati Uniti, UKTV nel Regno Unito, TVE in Spagna, TVP in Polonia, TV2 in Ungheria e Ceska TV nella Repubblica Ceca.

### Edizione italiana
La direzione del doppiaggio e i dialoghi sono a cura di Marzia Dal Fabbro per conto di Sound Art 23.

## Riconoscimenti
- Nastri d'argento - Grandi Serie
  - 2025 – Nastro d'argento Speciale - Coproduzione internazionale[18]